# Boomwaarde
De formulering “Bomen zijn van onschatbare waarde voor onze gezondheid en de leefbaarheid van de woonomgeving” komt in vrijwel ieder gemeentelijk beleidsdocument over bomen voor.
Volgens het rapport Mensen over bomen roepen bomen in de woonomgeving uiteenlopende emoties op. Ze worden gewaardeerd en beschermd, maar kunnen ook als hinderlijk of bedreigend worden ervaren wanneer ze te dichtbij staan. Boomwaarde verwijst naar de manier waarop de betekenis van bomen voor mens, maatschappij en natuur wordt geïnterpreteerd en gewaardeerd. 

## Waardebenaderingen (1)
Binnen de waardering van natuur en dus bomen wordt onderscheid gemaakt tussen financiële waarde, economische waarde en intrinsieke waarde. Financiële waarden weerspiegelen directe opbrengsten of inkomsten die via de markt tot stand komen (bijvoorbeeld de hogere WOZ waarde van woningen aan een mooie laan of vlakbij een park). Economische waarden omvatten daarnaast ook niet-marktgebonden welvaartsstromen, zoals recreatief genot of schone lucht. Dat laatste heeft betrekking op het verschijnsel dat mensen ook welvaart ontlenen aan natuur en milieu zonder er gebruik van te maken. Intrinsieke waarde ten slotte verwijst naar het welzijn van planten en dieren zelf en valt buiten het domein van de economie.

## Waardebenadering (2) (nog verder uit te werken)
Sommige aspecten van boomwaarde zijn goed in geld uit te drukken, zoals herstel-, vervangings- of onderhoudskosten. Andere effecten – ecosysteemdiensten, emotionele betekenis of maatschappelijke functies – laten zich niet of nauwelijks kwantificeren.
Er bestaan beleids- en beheertools die proberen de bijdrage van bomen aan leefbaarheid en klimaat zichtbaar te maken, zoals i-Tree. Deze richten zich op maatschappelijke baten (bijvoorbeeld koeling, waterhuishouding en luchtkwaliteit), maar omdat deze baten kwantitatief zijn, is het moeilijk zo niet onmogelijk om aan een individuele boom een prijskaartje te hangen. 

## Voorbeelden
De waarde van bomen kan tot uitdrukking komen in zowel positieve als negatieve effecten. Afhankelijk van de context kan in sommige gevallen hetzelfde kenmerk zowel als voor- of nadeel worden ervaren. 

### Mogelijke voordelen
- Luchtzuivering: opname van CO₂ en afvang van schadelijke stoffen.
- Klimaatregulatie: verkoeling door schaduw en verdamping; vermindering van het stedelijk hitte-eilandeffect.
- Biodiversiteit: habitat voor planten- en diersoorten; bijdrage aan ecologisch evenwicht.
- Waterbeheer: voorkomen van bodemerosie; opname van regenwater; vermindering van overstromingsrisico’s; verbetering van grondwaterkwaliteit.
- Energiebesparing: strategisch geplaatste bomen verminderen de koelbehoefte van gebouwen.
- Geluidsreductie: bomen functioneren als geluidsschermen.
- Esthetische bijdrage: verfraaiing van steden en landschappen; verhoging van vastgoedwaarde.
- Gezondheid en welzijn: bevordering van beweging, ontspanning en geestelijke gezondheid; verkoeling en betere luchtkwaliteit.
- Historische en culturele betekenis: symbolische waarde of functie als erfgoed.
- Economische opbrengst: levering van hout en andere producten.
- Bodemsanering: opname en afbraak van schadelijke stoffen door bepaalde soorten.

### Mogelijke nadelen
- Schade aan constructies: wortelopdruk kan wegen, trottoirs en funderingen aantasten.
- Schade aan leidingen: wortelingroei kan riool- en waterleidingen binnendringen.
- Gezondheidsklachten: pollen en allergenen kunnen klachten veroorzaken.
- Brandgevaar: ophoping van droog materiaal kan brandrisico vergroten.
- Concurrentie: verdringing van andere vegetatie door competitie om licht, water en voedingsstoffen.
- Schaduwproblemen: te veel schaduw kan tuinen of zonnepanelen beperken.
- Risico op vallende takken: stormschade of ouderdom kan leiden tot gevaar voor gebouwen of personen.